# Diocesi di Gummi di Bizacena
La diocesi di Gummi di Bizacena (in latino Dioecesis Gummitana in Byzacena) è una sede soppressa e sede titolare della Chiesa cattolica.

## Storia
Gummi di Bizacena, identificabile con Henchir-Gelama o con Henchir-El-Senem nell'odierna Tunisia, è un'antica sede episcopale della provincia romana di Bizacena.
Sono due i vescovi attribuibili con certezza a questa diocesi africana. Il nome di Massimo figura all'89º posto nella lista dei vescovi della Bizacena convocati a Cartagine dal re vandalo Unerico nel 484; Massimo, come tutti gli altri vescovi cattolici africani, fu condannato all'esilio. Stefano sottoscrisse la lettera sinodale dei vescovi della Bizacena riuniti in concilio nel 646 per condannare il monotelismo e indirizzata all'imperatore Costante II.
Ci sono poi due vescovi, menzionati dalle fonti coeve semplicemente come vescovi di Gummi, senza ulteriori indicazioni, che potrebbero appartenere anche alla sede di Gummi di Proconsolare: il cattolico Giovanni, che intervenne alla conferenza di Cartagine del 411, che vide riuniti assieme i vescovi cattolici e donatisti dell'Africa romana; e Sabiniano, che prese parte al concilio cartaginese del 525. Per Morcelli questi due vescovi appartengono alla diocesi di Gummi di Bizacena, mentre per Toulotte appartiene a questa diocesi solo Giovanni.
Dal 1933 Gummi di Bizacena è annoverata tra le sedi vescovili titolari della Chiesa cattolica; dal 25 marzo 2019 il vescovo titolare è Alexandre Yikyi Bazié, vescovo ausiliare di Koudougou.

## Cronotassi

### Vescovi residenti
- Giovanni ? † (menzionato nel 411)
- Massimo † (menzionato nel 484)
- Sabiniano ? † (menzionato nel 525)
- Stefano † (menzionato nel 646)

### Vescovi titolari
- Jean Wolff, C.S.Sp. † (13 aprile 1967 - 24 maggio 1971 dimesso)
- Newton Holanda Gurgel † (10 aprile 1979 - 24 novembre 1993 nominato vescovo di Crato)
- José Clemente Weber (23 marzo 1994 - 15 giugno 2004 nominato vescovo di Santo Ângelo)
- Josafá Menezes da Silva (12 gennaio 2005 - 15 dicembre 2010 nominato vescovo di Barreiras)
- Dagoberto Sosa Arriaga (24 febbraio 2011 - 23 febbraio 2013 nominato vescovo di Tlapa)
- Alphonse Nguyễn Hữu Long, P.S.S. (15 giugno 2013 - 22 dicembre 2018 nominato vescovo di Vinh)
- Alexandre Yikyi Bazié, dal 25 marzo 2019